# Šёl četvёrtyj god vojny
Šёl četvёrtyj god vojny (Шёл четвёртый год войны) è un film del 1983 diretto da Georgij Nikolaenko.

## Trama
Il film è ambientato nel 1944. Il comando sovietico sta preparando un'offensiva. Un gruppo di scout guidati da Nadezhda Moroz si recherà nell'area della foresta, che è sotto la protezione dei tedeschi.